# João Furtado de Mendonça
João Furtado de Mendonça était gouverneur de l'Angola de 1594 à 1602. Il a été précédé par Jerónimo de Almeida et João Rodrigues Coutinho lui a succédé.
João Furtado de Mendonça était gouverneur de la Capitainerie de Rio de Janeiro (pt) de 1682 à 1686 et de 1686 à 1689.